# Pevely (Misuri)
Pevely es una ciudad ubicada en el condado de Jefferson en el estado estadounidense de Misuri. En el Censo de 2010 tenía una población de 5484 habitantes y una densidad poblacional de 450,99 personas por km².

## Geografía
Pevely se encuentra ubicada en las coordenadas 38°17′15″N 90°23′57″O / 38.28750, -90.39917. Según la Oficina del Censo de los Estados Unidos, Pevely tiene una superficie total de 12.16 km², de la cual 11.77 km² corresponden a tierra firme y (3.22%) 0.39 km² es agua.

## Demografía
Según el censo de 2010, había 5484 personas residiendo en Pevely. La densidad de población era de 450,99 hab./km². De los 5484 habitantes, Pevely estaba compuesto por el 96.23% blancos, el 1.02% eran afroamericanos, el 0.31% eran amerindios, el 0.33% eran asiáticos, el 0.02% eran isleños del Pacífico, el 0.15% eran de otras razas y el 1.95% pertenecían a dos o más razas. Del total de la población el 1.2% eran hispanos o latinos de cualquier raza.